# ヤネッテ・フサロバ
ヤネッテ・フサロバ（Janette Husárová, 1974年6月4日 - ）は、スロバキア・ブラチスラヴァ出身の女子プロテニス選手。ダブルスのスペシャリストとして知られる。WTAツアーでシングルスの優勝はないが、ダブルスで25勝を挙げている。自己最高ランキングはシングルス31位、ダブルス3位。身長169cm、体重56kg。右利き、バックハンド・ストロークは両手打ち。

## 来歴
1991年にプロ入り。1994年に初めて世界ランキング100位以内に入り、1996年に女子ツアーのダブルス大会で2勝を挙げる。1997年1月、ニュージーランド・オークランド大会のダブルスでベルギーのドミニク・ファン・ルーストと組んで優勝し、女子ツアーでダブルス3勝目を挙げたが、直後の全豪オープン1回戦でシュテフィ・グラフと対戦中に右膝の靱帯断裂を起こし、グラフの第1セット 5-1 リードで途中棄権したことがある。フサロバはこの故障で右膝の手術を受け、7ヶ月間の戦線離脱を経験した。2000年シドニー五輪で、フサロバはオリンピックのスロバキア代表選手として初出場を果たし、カリナ・ハブスドバと組んだ女子ダブルスで2回戦に進出した。初めてのオリンピックで、フサロワとハブスドバは女子ダブルス2回戦でベルギー代表のドミニク・ファン・ルースト&エルス・カレンズ組に敗れた。2001年は全仏オープンで初めてのシングルス3回戦に進出し、ダブルスで年間4勝を挙げている。
ヤネッテ・フサロバは2002年、シングルス・ダブルスともに最も充実したシーズンを送った。年頭の全豪オープンで、フサロワは3回戦で日本の杉山愛を破り、第4シードのキム・クライシュテルスとの4回戦まで進出した。この年はダブルスで年間6勝を挙げたが、そのうち4つがエレーナ・デメンチェワとペアを組んで獲得したものである。フサロバとデメンチェワは、全米オープンで初めての4大大会女子ダブルス決勝に進み、ビルヒニア・ルアノ・パスクアル（スペイン）&パオラ・スアレス（アルゼンチン）組に 2-6, 1-6 で敗れて準優勝になった。同年11月、フサロバは女子テニス国別対抗戦・フェドカップでスロバキア・チームの初優勝に貢献した。フェド杯初優勝の翌週には、デメンチェワとのペアで女子ツアー年間最終戦・WTAツアー選手権のダブルスにも初優勝を飾った。
2003年は故障に悩み、6年前に痛めた右膝の古傷に加えて、背筋痛で試合を棄権したこともあった。2004年はアテネ五輪で2度目のオリンピックに出場したが、ダニエラ・ハンチュコバとの女子ダブルスで1回戦敗退に終わっている。その後、2005年2月に日本の「東レ パン・パシフィック・オープン・テニストーナメント」でエレーナ・リホフツェワと組んだ優勝がある。2006年は、7月後半にオランダのミハエラ・クライチェクと組んでダブルス2週連続優勝を記録した。
フサロバは2010年に現役引退を発表したが、2011年に復帰。ダブルスに専念して2016年まで出場した。

## WTAツアー決勝進出結果

### ダブルス: 43回 (25勝18敗)
| 大会グレード          | 大会グレード                 |
| 2008年以前            | 2009年以後                   |
| --------------------- | ---------------------------- |
| グランドスラム (0–1)  |                              |
| WTAファイナルズ (1–0) |                              |
| ティア I (3-4)        | プレミア・マンダトリー (0-0) |
| ティア I (3-4)        | プレミア5 (0-0)              |
| ティア II (4-5)       | プレミア (0–1)               |
| ティア III (5–0)      | インターナショナル (1-1)     |
| ティア IV ＆ V (11–6) | インターナショナル (1-1)     |

| 結果   | No. | 決勝日         | 大会                   | サーフェス        | パートナー                       | 対戦相手                                                            | スコア                  |
| ------ | --- | -------------- | ---------------------- | ----------------- | -------------------------------- | ------------------------------------------------------------------- | ----------------------- |
| 準優勝 | 1.  | 1993年10月17日 | モンペリエ             | カーペット (室内) | ドミニク・モナミ                 | メレディス・マグラス Claudia Porwik                                 | 6–3, 2–6, 6–7(3)        |
| 優勝   | 1.  | 1996年7月21日  | パレルモ               | クレー            | バルバラ・シェット               | フロレンシア・ラバト バーバラ・リットナー                           | 6–1, 6–2                |
| 優勝   | 2.  | 1996年8月11日  | マリア・ランコヴィッツ | クレー            | ナタリア・メドベデワ             | レンカ・センコバ カタリナ・シスコバ                                 | 6–4, 7–5                |
| 優勝   | 3.  | 1997年1月5日   | オークランド           | ハード            | ドミニク・ファン・ルースト       | アレクサンドラ・オルスザ エレナ・ワグナー                           | 6–2, 6–7(5), 6–3        |
| 準優勝 | 2.  | 1998年1月5日   | オークランド           | ハード            | ジュリー・アラール＝デキュジス   | 宮城ナナ タマリネ・タナスガーン                                     | 6–7(1), 4–6             |
| 準優勝 | 3.  | 1998年1月12日  | ホバート               | ハード            | ジュリー・アラール＝デキュジス   | ビルヒニア・ルアノ・パスクアル パオラ・スアレス                     | 6–7(6), 3–6             |
| 優勝   | 4.  | 1998年2月23日  | ボゴタ                 | クレー            | パオラ・スアレス                 | メリッサ・マゾッタ エカテリーナ・シソエワ                           | 3–6, 6–2, 6–3           |
| 準優勝 | 4.  | 1999年5月9日   | ワルシャワ             | クレー            | アメリ・コシュテキス             | カタリナ・クリステア イリーナ・セリュティナ                         | 1–6, 2–6                |
| 準優勝 | 5.  | 1999年10月10日 | サンパウロ             | クレー            | フロレンシア・ラバト             | ラウラ・モンタルボ パオラ・スアレス                                 | 7–6(1), 5–7, 5–7        |
| 準優勝 | 6.  | 2000年2月20日  | サンパウロ             | クレー            | フロレンシア・ラバト             | ラウラ・モンタルボ パオラ・スアレス                                 | 7–5, 4–6, 3–6           |
| 優勝   | 5.  | 2000年5月14日  | ワルシャワ             | クレー            | タチアナ・ガルビン               | イロダ・ツルヤガノワ アンナ・ザポロザノワ                           | 6–3, 6–1                |
| 優勝   | 6.  | 2001年1月7日   | ゴールドコースト       | ハード            | ジュリア・カソーニ               | Katie Schlukebir メガン・ショーネシー                               | 7–6(9), 7–5             |
| 優勝   | 7.  | 2001年2月25日  | ボゴタ                 | クレー            | タチアナ・ガルビン               | ラウラ・モンタルボ パオラ・スアレス                                 | 6–4, 2–6, 6–4           |
| 優勝   | 8.  | 2001年4月22日  | ブダペスト             | クレー            | タチアナ・ガルビン               | ゾフィア・グバチ ドラガナ・ザリッチ                                 | 6–1, 6–3                |
| 優勝   | 9.  | 2001年7月15日  | パレルモ               | クレー            | タチアナ・ガルビン               | マリア・ホセ・マルティネス・サンチェス アナベル・メディナ・ガリゲス | 4–6, 6–2, 6–4           |
| 準優勝 | 7.  | 2002年2月4日   | パリ                   | カーペット (室内) | エレーナ・デメンチェワ           | ナタリー・ドシー メイレン・ツー                                     | 不戦敗                  |
| 優勝   | 10. | 2002年2月17日  | ドーハ                 | ハード            | アランチャ・サンチェス・ビカリオ | アレクサンドラ・フセ カロリネ・ビス                                 | 6–3, 6–3                |
| 準優勝 | 8.  | 2002年3月16日  | インディアンウェルズ   | ハード            | エレーナ・デメンチェワ           | リサ・レイモンド レネ・スタブス                                     | 5–7, 0–6                |
| 優勝   | 11. | 2002年5月12日  | ベルリン               | クレー            | エレーナ・デメンチェワ           | ダニエラ・ハンチュコバ アランチャ・サンチェス・ビカリオ             | 0–6, 7–6(3), 6–2        |
| 準優勝 | 9.  | 2002年7月28日  | スタンフォード         | ハード            | コンチタ・マルティネス           | リサ・レイモンド レネ・スタブス                                     | 1–6, 1–6                |
| 優勝   | 12. | 2002年8月4日   | サンディアゴ           | ハード            | エレーナ・デメンチェワ           | ダニエラ・ハンチュコバ 杉山愛                                       | 6–2, 6–4                |
| 準優勝 | 10. | 2002年8月24日  | ニューヘイブン         | ハード            | タチアナ・ガルビン               | ダニエラ・ハンチュコバ アランチャ・サンチェス・ビカリオ             | 3–6, 6–1, 5–7           |
| 準優勝 | 11. | 2002年9月8日   | 全米オープン           | ハード            | エレーナ・デメンチェワ           | ビルヒニア・ルアノ・パスクアル パオラ・スアレス                     | 2–6, 1–6                |
| 準優勝 | 12. | 2002年9月24日  | ライプツィヒ           | カーペット (室内) | パオラ・スアレス                 | アレクサンドラ・スティーブンソン セリーナ・ウィリアムズ             | 3–6, 5–7                |
| 優勝   | 13. | 2002年10月6日  | モスクワ               | カーペット (室内) | エレーナ・デメンチェワ           | エレナ・ドキッチ ナディア・ペトロワ                                 | 2–6, 6–3, 7–6(7)        |
| 優勝   | 14. | 2002年10月27日 | ルクセンブルク         | ハード (室内)     | キム・クライシュテルス           | クベタ・ペシュケ バーバラ・リットナー                               | 4–6, 6–3, 7–5           |
| 優勝   | 15. | 2002年11月11日 | ロサンゼルス           | カーペット (室内) | エレーナ・デメンチェワ           | カーラ・ブラック エレーナ・リホフツェワ                             | 4–6, 6–4, 6–3           |
| 準優勝 | 13. | 2003年4月13日  | チャールストン         | クレー            | コンチタ・マルティネス           | ビルヒニア・ルアノ・パスクアル パオラ・スアレス                     | 0–6, 3–6                |
| 優勝   | 16. | 2004年2月28日  | ドバイ                 | ハード            | コンチタ・マルティネス           | スベトラーナ・クズネツォワ エレーナ・リホフツェワ                   | 6–0, 1–6, 6–3           |
| 準優勝 | 14. | 2004年3月5日   | ドーハ                 | ハード            | コンチタ・マルティネス           | スベトラーナ・クズネツォワ エレーナ・リホフツェワ                   | 6–7(4), 2–6             |
| 優勝   | 17. | 2004年4月18日  | エストリル             | クレー            | エマヌエル・ガリアルディ         | オルガ・ブラホトバ ガブリエラ・ナブラチロバ                         | 6–3, 6–2                |
| 準優勝 | 15. | 2004年5月3日   | ベルリン               | クレー            | コンチタ・マルティネス           | ナディア・ペトロワ メガン・ショーネシー                             | 2–6, 6–2, 1–6           |
| 優勝   | 18. | 2004年10月31日 | リンツ                 | ハード (室内)     | エレーナ・リホフツェワ           | ナタリー・ドシー パティ・シュナイダー                               | 6–2, 7–5                |
| 優勝   | 19. | 2005年2月6日   | 東京                   | カーペット (室内) | エレーナ・リホフツェワ           | リンゼイ・ダベンポート コリーナ・モラリュー                         | 6–4, 6–3                |
| 優勝   | 20. | 2006年7月22日  | パレルモ               | クレー            | ミハエラ・クライチェク           | アリス・カネパ ジュリア・ガバ                                       | 6–0, 6–0                |
| 優勝   | 21. | 2006年7月30日  | ブダペスト             | クレー            | ミハエラ・クライチェク           | ルーシー・ハラデツカ レナタ・ボラコバ                               | 4–6, 6–4, 6–4           |
| 優勝   | 22. | 2007年1月6日   | オークランド           | ハード            | パオラ・スアレス                 | 謝淑薇 シーカ・ウベロイ                                             | 6–0, 6–2                |
| 優勝   | 23. | 2007年9月30日  | ルクセンブルク         | ハード (室内)     | イベタ・ベネソバ                 | ビクトリア・アザレンカ シャハー・ピアー                             | 6–4, 6–2                |
| 準優勝 | 16. | 2008年5月18日  | ローマ                 | クレー            | イベタ・ベネソバ                 | 荘佳容 詹詠然                                                       | 6–7(5), 6–6             |
| 優勝   | 24. | 2008年7月13日  | ブダペスト             | クレー            | アリーゼ・コルネ                 | ヴァネッサ・ヘンケ イオアナ・ラルカ・オラル                         | 6–7(5), 6–1, [10–6]     |
| 優勝   | 25. | 2012年5月5日   | ブダペスト             | クレー            | マグダレナ・リバリコバ           | エバ・ビルネロバ ミハエラ・クライチェク                             | 6–4, 6–2                |
| 準優勝 | 17. | 2013年3月3日   | クアラルンプール       | ハード            | 張帥                             | 青山修子 張凱貞                                                     | 7–6(4), 6–7(4), [12–14] |
| 準優勝 | 18. | 2013年8月4日   | カールスバッド         | ハード            | 詹皓晴                           | ラケル・コップス＝ジョーンズ アビゲイル・スピアーズ                 | 4–6, 1–6                |

## 4大大会シングルス成績
略語の説明
| W | F | SF | QF | #R | RR | Q# | LQ | A | Z# | PO | G | S | B | NMS | P | NH |

W=優勝, F=準優勝, SF=ベスト4, QF=ベスト8, #R=#回戦敗退, RR=ラウンドロビン敗退, Q#=予選#回戦敗退, LQ=予選敗退, A=大会不参加, Z#=デビスカップ/BJKカップ地域ゾーン, PO=デビスカップ/BJKカッププレーオフ, G=オリンピック金メダル, S=オリンピック銀メダル, B=オリンピック銅メダル, NMS=マスターズシリーズから降格, P=開催延期, NH=開催なし.
| 大会           | 1993 | 1994 | 1995 | 1996 | 1997 | 1998 | 1999 | 2000 | 2001 | 2002 | 2003 | 2004 | 2005 | 通算成績 |
| -------------- | ---- | ---- | ---- | ---- | ---- | ---- | ---- | ---- | ---- | ---- | ---- | ---- | ---- | -------- |
| 全豪オープン   | A    | 1R   | A    | 1R   | 1R   | 2R   | A    | LQ   | 2R   | 4R   | 2R   | LQ   | LQ   | 6–7      |
| 全仏オープン   | A    | A    | LQ   | 1R   | A    | 1R   | LQ   | LQ   | 3R   | 3R   | 1R   | LQ   | A    | 4–5      |
| ウィンブルドン | A    | 1R   | A    | 1R   | A    | A    | A    | LQ   | 1R   | 1R   | 1R   | A    | A    | 0–5      |
| 全米オープン   | LQ   | 1R   | A    | 1R   | A    | LQ   | A    | LQ   | 2R   | 2R   | 1R   | LQ   | A    | 2–5      |